# Хайме Фадрике
Хайме Фадрике Арагонский (Jaime Fadrique de Aragón) (ум. между 23 февраля 1365 и 3 августа 1366) — граф Мальты и Гоцо. Сын Альфонсо Фадрике Арагонского.
В декабре 1355 г. получил графства Мальта и Гоцо, сеньории Салона и Лоидорики, за несколько лет до этого конфискованные Сицилийским королевством у его брата. С 1362 г. сеньор острова Эгина.
В 1356 году король Сицилии Федериго III сместил Рамона Бернарди с должности генерального викария Афинского герцогства и на его место назначил Хайме Фадрике Арагонского. Исполнял эти обязанности до 1359 г., когда его сменил Гонсалво Хименес де Аренос.
В 1358 г. подавил восстание наследственного маршала Афин Эрменгола де Новеллеса и конфисковал его замок Сидерокастрон (по другим данным, он захватил его в 1365 г. по поручению генерального викария Маттео де Монкада и оставил себе).
В 1361 году новый генеральный викарий Афин Петер де Пу (Peter de Pou) конфисковал Салону и Лоидорики, но в следующем году он был убит в результате народного восстания, и Хайме Фадрике получил назад эти сеньории.
Имя и происхождение жены Хайме Фадрике не известны. Сын:
- Луис Фадрике (ум. между 1381 и 23 октября 1382), граф Мальты и Гоцо, граф Салоны, в 1375-1381 генеральный викарий Афинского герцогства.